# Dorfkirche Groß Schwechten

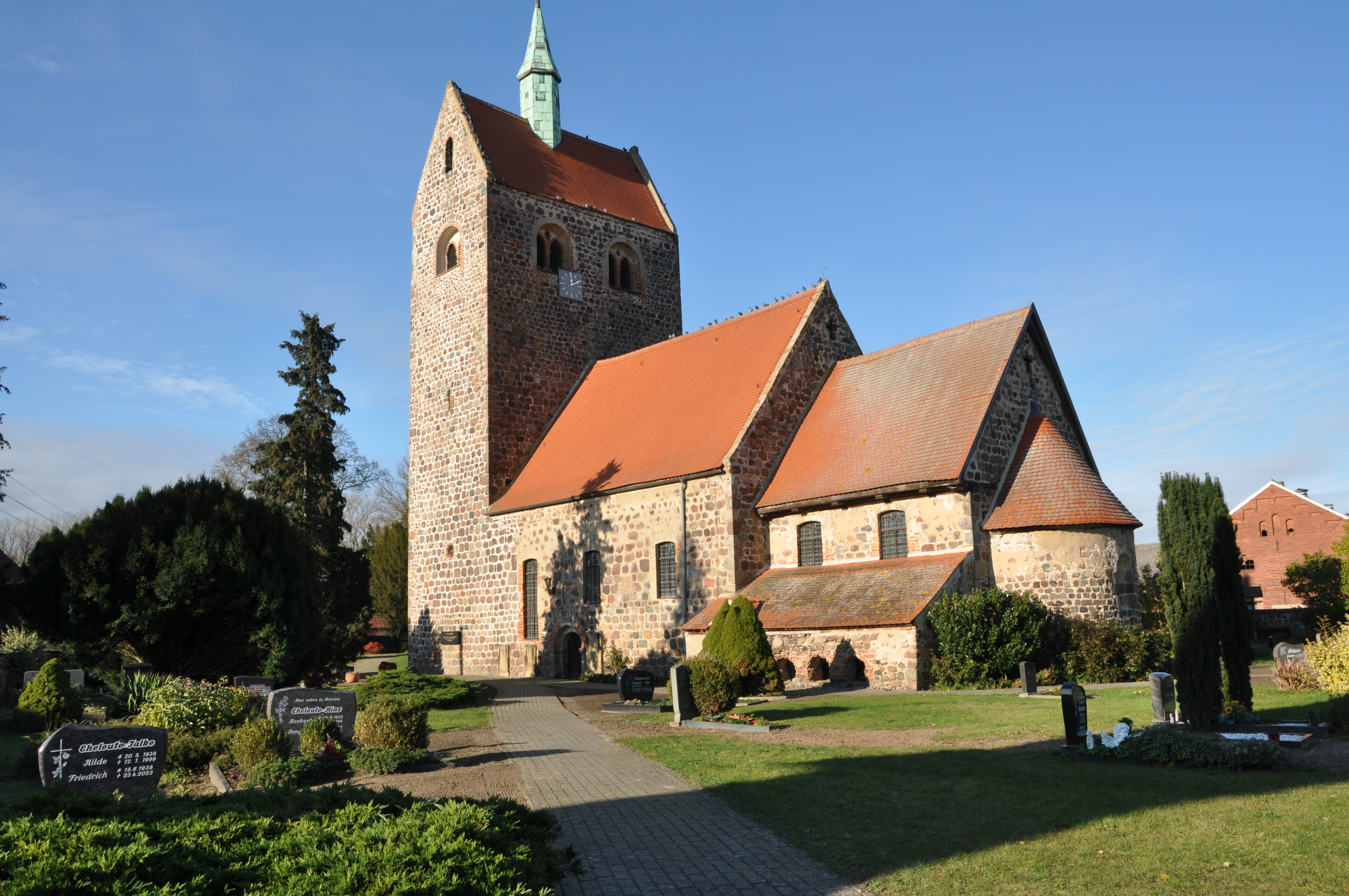
Dorfkirche Groß Schwechten

Die evangelische Dorfkirche Groß Schwechten ist eine romanische Saalkirche im Ortsteil Groß Schwechten von Stendal im gleichnamigen Landkreis in Sachsen-Anhalt. Sie gehört zur Kirchengemeinde Groß Schwechten im Pfarrbereich Arneberg im Kirchenkreis Stendal der Evangelischen Kirche in Mitteldeutschland.

## Geschichte und Architektur
Die Dorfkirche ist ein romanischer Feldsteinsaal in vollständiger Anlage mit eingezogenem Chor, Apsis und Westquerturm in der Breite des Schiffes, die dendrochronologisch auf die Jahre zwischen 1127 und 1136 (d) datiert wurde. Der Westturm ist mit Satteldach und einem sechseckigen verschieferten Dachreiter versehen; außerdem mit als Schallöffnungen gepaarten Spitzbogenfenstern auf Säulchen mit Würfelkapitellen in Backstein, die in eine Rundbogenblende eingestellt sind, ähnlich den Bauwerken in Groß Möringen und Grassau. Im Süden des Schiffes erschließt ein abgetrepptes Rundbogenportal mit Kämpfergesims das Bauwerk. In der Wand darüber sind Wappentäfelchen aus Sandstein von 1613 eingelassen; die Umschrift lautet: „anno 1613 insignia Bismarckiorum Gravese Patronorum huius ecclessiae“. In der Apsis und in der Chornordwand sind noch die ursprünglichen Fenster erhalten, die übrigen Fenster wurden 1613 vergrößert. Das Innere wurde 1996 neu ausgemalt, es ist mit einer flachen Holzbalkendecke mit neubarocken vegetabilen Malereien und Spruchkartuschen von 1913 gedeckt. Sie wurden durch Fritz Braue aus Halle ausgeführt.
An dem Triumph- und Apsisbogen sind noch romanische Kämpferplatten erhalten; zum Turm führt ein spitzbogiger Durchgang, der von der Orgelempore verdeckt wird.

## Ausstattung
Das Hauptstück der Ausstattung ist ein Altaraufsatz aus dem Jahr 1712, der in der Predella ein Abendmahlsrelief zeigt; im Hauptfeld war ein Kruzifix vor einer gemalten Ansicht von Jerusalem zu sehen. Dieses Kruzifix ging 1996 während einer Generalüberholung durch Diebstahl verloren und wurde im Jahr 2004 durch ein neues Kruzifix des Berchtesgadener Holzschnitzmeisters Schuhegger ersetzt. Das Hauptfeld wird flankiert von Figuren der Apostel Petrus und Paulus sowie Akanthuswangen; im Giebel ist der auferstandene Christus dargestellt.
Die Kanzel vom Ende des 17. Jahrhunderts auf einer gedrehten Säule ist mit gemalten Halbfiguren Christi und der Evangelisten in den Füllungen geschmückt, der Schalldeckel ist mit Akanthusschnitzerei verziert. Der Taufstein aus Sandstein in achteckiger Kelchform stammt aus dem 14. Jahrhundert. An der nördlichen Chorwand ist eine Patronatsloge des Andreas Achatz von Bismarck aus der ersten Hälfte des 17. Jahrhunderts angebracht. Die Orgelempore stammt aus dem 17. Jahrhundert, das Kirchengestühl von 1913. Eine Bronzeglocke wurde 1682 von Heinrich Abel Kramer aus Salzwedel gegossen.